# Поперечное (Павлоградский район)
Попере́чное (укр. Поперечне) — село,
Поперечненский сельский совет,
Павлоградский район,
Днепропетровская область,
Украина.
Код КОАТУУ — 1223587101. Население по переписи 2001 года составляло 204 человека.
Является административным центром Поперечненского сельского совета, в который, кроме того, входят сёла
Новониколаевское,
Свидовок и
Степь.

## Географическое положение
Село Поперечное находится на расстоянии в 3 км от села Степь и в 4-х км от Новониколаевское.
По селу протекает пересыхающий ручей с запрудой.

## История
- 1924 год — дата основания.

## Экономика
- ЧП АФ «Степовое».

## Объекты социальной сферы
- Школа I—II ст.
- Детский сад.
- Фельдшерско пункт.
- Дом культуры.